# World Conqueror: 4
World Conqueror 4 è un videogioco strategico sviluppato e prodotto dalla azienda statunitense EasyTech e pubblicato nel 2017.

## Modalità di gioco
World Conqueror 4 e è il quarto capitolo dell'omonima serie World Conqueror. A differenza del suo predecessore, le meccaniche sono molto più ampie e presentano numerose novità. Sono stati aggiunti fino a 230 nuovi generali con relative biografie, 175 tecnologie avanzate e nuove meccaniche. 

### Scenario
Sono disponibili oltre 100 campagne della Seconda guerra mondiale caratterizzate da dialoghi ed obbiettivi differenziati a seconda della potenza scelta o della difficoltà.

### Conquista
Questa volta gli scenari disponibili sono quattro:
- 1939 - L'inizio degli sviluppi della Seconda Guerra Mondiale. Le Grandi Potenze sono, inizialmente, gli unici paesi in grado di produrre carri armati pesanti e razzi. Le Potenze dell’Asse hanno maggiori possibilità di vincere.
- 1943 - Il culmine della Seconda Guerra Mondiale. L’Asse ha ora la sua massima estensione territoriale. Gli Stati Uniti e il Reich tedesco possono ora utilizzare missili balistici, mentre gli Stati Uniti possono produrre armi nucleari. Le Potenze Alleate hanno maggiori possibilità di vincere.
- 1950 - Uno scenario ipotetico, dove la Guerra Fredda diventa una vera e propria guerra. Le Grandi Potenze e il Giappone sono, inizialmente, gli unici paesi in grado di produrre armi nucleari e/o missili, e quasi tutti i paesi sono in grado di produrre carri armati pesanti, artiglieria missilistica e bombardieri strategici. Generalmente il Patto di Varsavia ha maggiori possibilità di vincere.
- 1980 - Uno scenario ipotetico, in cui un gruppo di rivoluzionari usurpa gran parte dei governi mondiali per imporre un Nuovo Ordine Mondiale.

Lo scenario del 1939 è sempre sbloccato, mentre Le altre Conquiste verranno sbloccate solo dopo aver completato il capitolo corrispondente in Modalità Scenario. Ognuno inizia anche con livelli tecnologici specifici. Il giocatore può scegliere uno dei Paesi partecipanti al conflitto disponibili; questi sono divisi in Grandi Potenze (★★★), Potenze Regionali (★★) e Potenze Minori (★), che corrispondono alla forza e alle dimensioni del paese. Pertanto la conquista potrebbe essere più difficile se si sceglie una Potenza Minore rispetto ad una Potenza Regionale o ad una Grande Potenza. Tuttavia, completare una conquista con un paese di livello basso garantirà ricompense maggiori. Una novità importante è che la mappa è suddivisa in province, quindi la colorazione del territorio occupato dipende dalla conquista delle città e non dal movimento delle truppe.

## Legione
Una nuova modalità in cui su potranno migliorare le proprio truppe ed effettuare esercitazioni tattiche o una vera e propria battaglia. Prima dello scontro si potrò decidere la disposizione del proprio esercito rendendo più impegnativa la sfida. Possono essere arruolate anche truppe speciali come gli Alpini, il King Tiger o la USS Enterprise.

## Dominazione
Dominazione è una delle tre modalità di gioco; gli altri sono Conquiste e Scenario. La modalità Dominazione è composta principalmente da Incarichi, Esercizi e Invasioni, Commerci, Sfide, Campagne per Generali famosi e costruzione di Meraviglie. Dopo aver completato alcuni contenuti in modalità Dominio, il giocatore riceverà determinate risorse e ricompense in denaro. Una volta completati ulteriori risultati, il giocatore verrà ricompensato molto di più.

## Accoglienza
| Piattaforma | Valutazione |
| ----------- | ----------- |
| Amazon.it   | 3,3/5       |
| Google Play | 4,5/5       |
| App Store   | 4,6/5       |